# Tmetoptera phryganoides
Tmetoptera phryganoides är en fjärilsart som beskrevs av George Francis Hampson 1900. Tmetoptera phryganoides ingår i släktet Tmetoptera och familjen björnspinnare. Inga underarter finns listade i Catalogue of Life.